# Noguères
Pour les articles homonymes, voir Noguères (homonymie).
Noguères (en béarnais, gascon ou occitan : Noguèras) est une commune française située dans le département des Pyrénées-Atlantiques, en région Nouvelle-Aquitaine.

## Géographie

### Localisation
La commune de Noguères se trouve dans le département des Pyrénées-Atlantiques, en région Nouvelle-Aquitaine.
Elle se situe à 23 km par la route de Pau, préfecture du département, et à 4,1 km de Mourenx, bureau centralisateur du canton du Cœur de Béarn dont dépend la commune depuis 2015 pour les élections départementales.
La commune fait en outre partie du bassin de vie de Mourenx.
Les communes les plus proches sont : 
Pardies (0,9 km), Mourenx (1,3 km), Bésingrand (2,2 km), Os-Marsillon (2,5 km), Lahourcade (2,6 km), Abos (3,0 km), Artix (3,5 km), Abidos (3,8 km).
Sur le plan historique et culturel, Noguères fait partie de la province du Béarn, qui fut également un État et qui présente une unité historique et culturelle à laquelle s’oppose une diversité frappante de paysages au relief tourmenté.

### Communes limitrophes
Les communes limitrophes sont  Lahourcade, Mourenx, Os-Marsillon et Pardies.
|         | Os-Marsillon |         |
| Mourenx | Noguères     | Pardies |
|         | Lahourcade   |         |

### Hydrographie

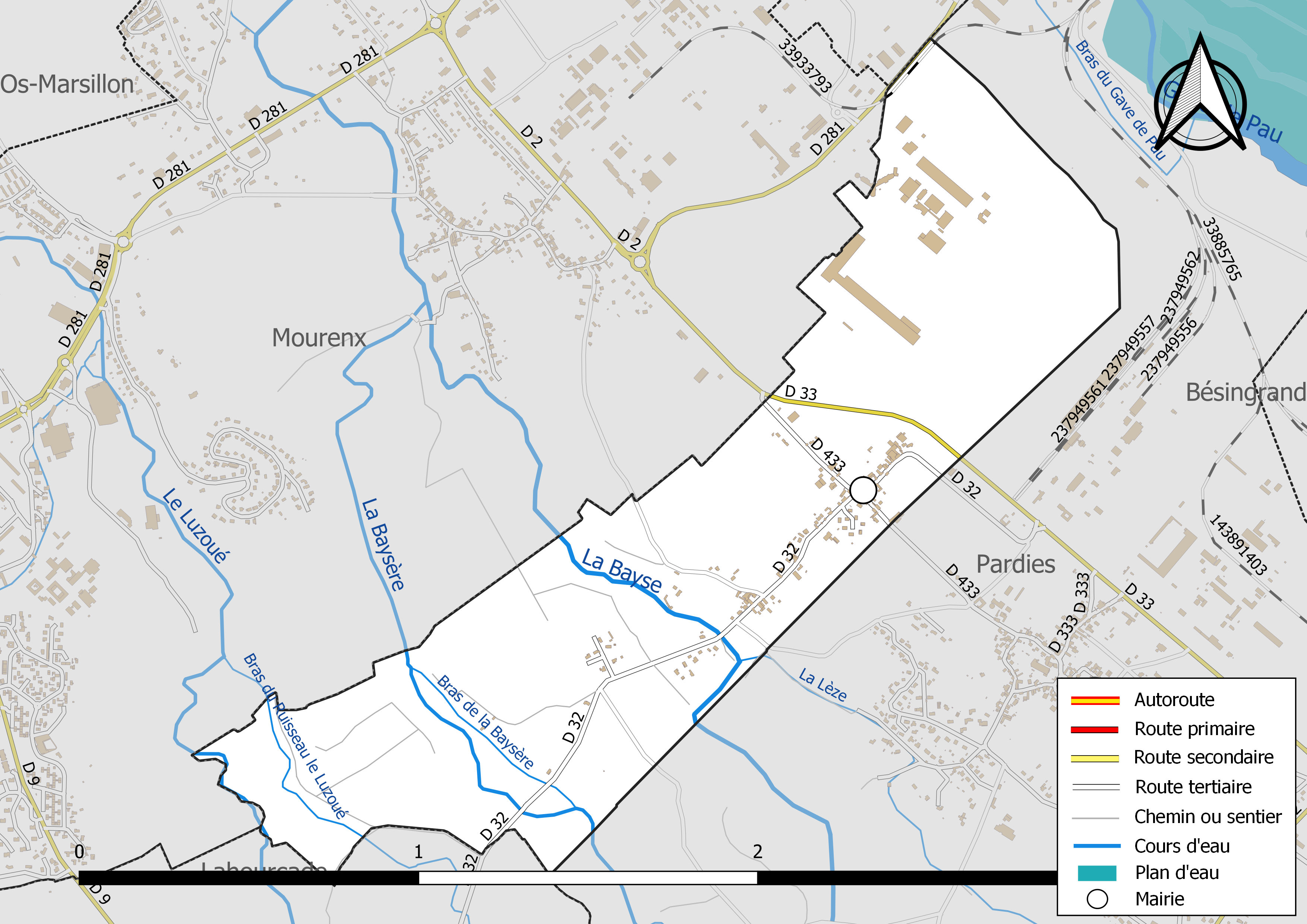
Réseaux hydrographique et routier de Noguères.

La commune est drainée par la Baïse de Lasseube, la Baysère, le Luzoué, un bras de la Baysère, un bras du ruisseau le Luzoué, la Lèze, et par divers petits cours d'eau, constituant un réseau hydrographique de 3 km de longueur totale,.
La Baïse de Lasseube, d'une longueur totale de 40,6 km, prend sa source dans la commune de Gan et s'écoule du sud-est vers le nord-ouest. Elle traverse la commune et se jette dans le gave de Pau à Abidos, après avoir traversé 14 communes.
La Baysère, d'une longueur totale de 20,4 km, prend sa source dans la commune de Monein et s'écoule du sud vers le nord. Elle traverse la commune et se jette dans la Baïse à Mourenx, après avoir traversé 6 communes.
Le Luzoué, d'une longueur totale de 19,7 km, prend sa source dans la commune de Monein et s'écoule du sud vers le nord. Il traverse la commune et se jette dans le gave de Pau à Mont, après avoir traversé 9 communes.

### Climat
Pour des articles plus généraux, voir Climat de la Nouvelle-Aquitaine et Climat des Pyrénées-Atlantiques.
Historiquement, la commune est exposée à un climat de montagne.  
En 2020, Météo-France publie une typologie des climats de la France métropolitaine dans laquelle la commune est toujours exposée à un climat de montagne et est dans la région climatique Pyrénées atlantiques, caractérisée par une pluviométrie élevée (>1 200 mm/an) en toutes saisons, des hivers très doux (7,5 °C en plaine) et des vents faibles.
Pour la période 1971-2000, la température annuelle moyenne est de 13,4 °C, avec une amplitude thermique annuelle de 14 °C. Le cumul annuel moyen de précipitations est de 1 219 mm, avec 11,9 jours de précipitations en janvier et 8,1 jours en juillet. Pour la période 1991-2020, la température moyenne annuelle observée sur la station météorologique la plus proche, située sur la commune de Monein à 6 km à vol d'oiseau, est de 14,2 °C et le cumul annuel moyen de précipitations est de 1 228,6 mm,. Pour l'avenir, les paramètres climatiques de la commune estimés pour 2050 selon différents scénarios d’émission de gaz à effet de serre sont consultables sur un site dédié publié par Météo-France en novembre 2022.

### Milieux naturels et biodiversité

#### Réseau Natura 2000
Le réseau Natura 2000 est un réseau écologique européen de sites naturels d'intérêt écologique élaboré à partir des Directives « Habitats » et « Oiseaux », constitué de zones spéciales de conservation (ZSC) et de zones de protection spéciale (ZPS).
Un site Natura 2000 a été défini sur la commune au titre de la « directive Habitats », : 
- le « gave de Pau », d'une superficie de 8 194 ha, un vaste réseau hydrographique avec un système de saligues[Note 4] encore vivace[20] et une au titre de la « directive Oiseaux »[19],[Carte 3] :
- le « barrage d'Artix et saligue du gave de Pau », d'une superficie de 3 360 ha, une vaste zone allongée bordant les saligues du gave[Note 4], et incluant des terres agricoles et urbaines en amont d'un barrage[21].

## Urbanisme

### Typologie
Au 1er janvier 2024, Noguères est catégorisée commune rurale à habitat dispersé, selon la nouvelle grille communale de densité à sept niveaux définie par l'Insee en 2022.
Elle appartient à l'unité urbaine de Mourenx, une agglomération intra-départementale regroupant neuf  communes, dont elle est une commune de la banlieue,,. Par ailleurs la commune fait partie de l'aire d'attraction de Pau, dont elle est une commune de la couronne,. Cette aire, qui regroupe 227 communes, est catégorisée dans les aires de 200 000 à moins de 700 000 habitants,.

### Occupation des sols

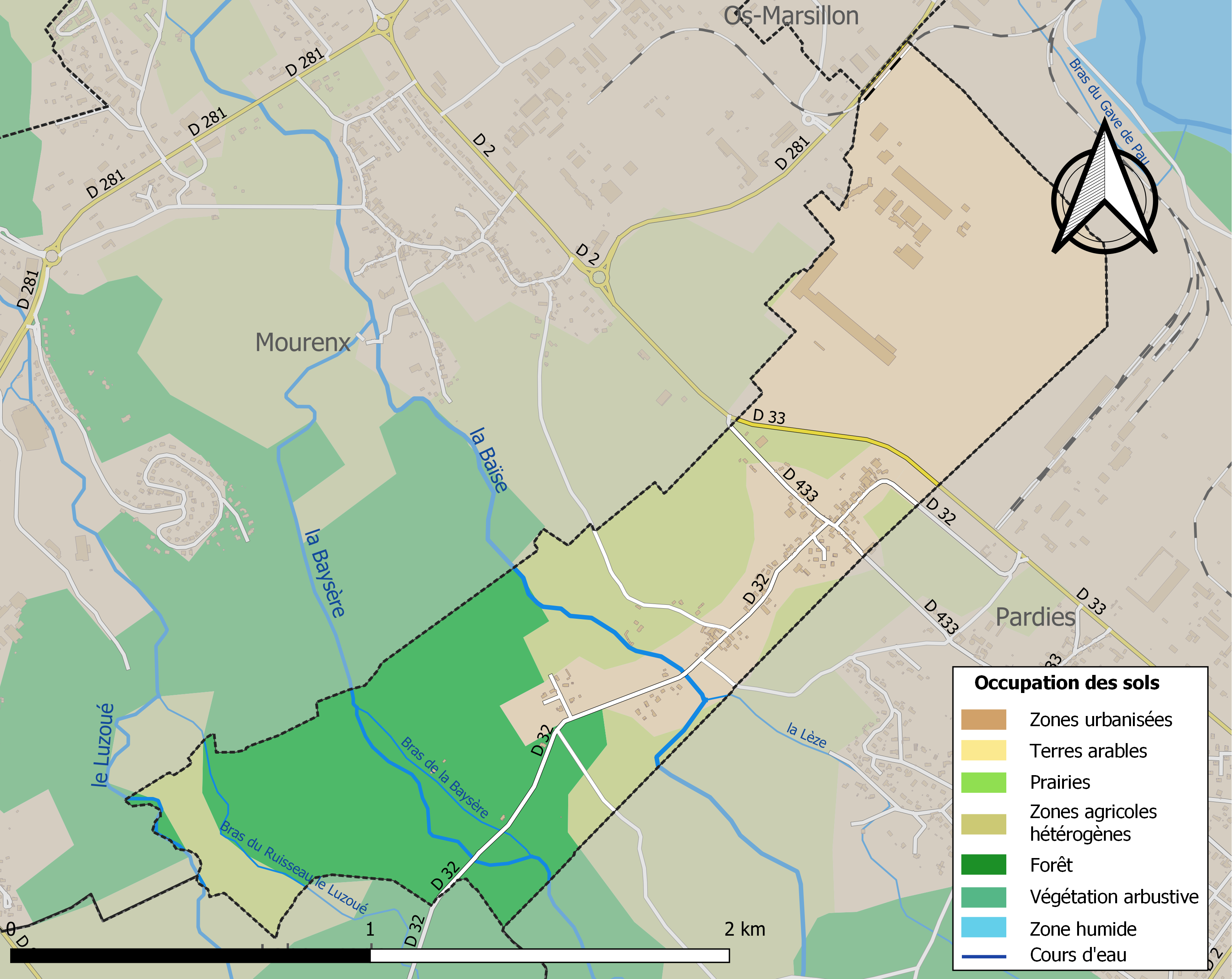
Carte des infrastructures et de l'occupation des sols de la commune en 2018 (CLC).

L'occupation des sols de la commune, telle qu'elle ressort de la base de données européenne d’occupation biophysique des sols Corine Land Cover (CLC), est marquée par l'importance des territoires artificialisés (48,5 % en 2018), en augmentation par rapport à 1990 (31,7 %). La répartition détaillée en 2018 est la suivante : 
zones industrielles ou commerciales et réseaux de communication (35,3 %), forêts (29,4 %), zones agricoles hétérogènes (22,2 %), zones urbanisées (13,2 %). L'évolution de l’occupation des sols de la commune et de ses infrastructures peut être observée sur les différentes représentations cartographiques du territoire : la carte de Cassini (XVIIIe siècle), la carte d'état-major (1820-1866) et les cartes ou photos aériennes de l'IGN pour la période actuelle (1950 à aujourd'hui).

### Lieux-dits et hameaux
- Les Abadiasses.

### Voies de communication et transports
La commune est desservie par les routes départementales 32 et 33, à proximité immédiate de la sortie 9 (Artix) de l'autoroute A64.

### Risques majeurs
Le territoire de la commune de Noguères est vulnérable à différents aléas naturels : météorologiques (tempête, orage, neige, grand froid, canicule ou sécheresse), inondations et séisme (sismicité moyenne). Il est également exposé à deux risques technologiques, le transport de matières dangereuses et  le risque industriel. Un site publié par le BRGM permet d'évaluer simplement et rapidement les risques d'un bien localisé soit par son adresse soit par le numéro de sa parcelle.

#### Risques naturels
La commune fait partie du territoire à risques importants d'inondation (TRI) de Pau, regroupant 34 communes concernées par un risque de débordement du gave de Pau, un des 18 TRI qui ont été arrêtés fin 2012 sur le bassin Adour-Garonne. Les événements antérieurs à 2014 les plus significatifs sont les crues de 1800, crue la plus importante enregistrée à Orthez (H = 15,42 m au pont d'Orthez), du 23 juin 1875, exceptionnelle par son ampleur géographique, des 27 et 28 octobre 1937, la plus grosse crue enregistrée à Lourdes depuis 1875, du 3 février 1952, du 27 janvier 1972 (10,46 m à Orthez pour Q = 725 m3/s), du 28 novembre 1974, du 1er juin 1978 (3,40 m à Rieulhès pour Q = 504 m3/s) et du 19 juin 2013. Des cartes des surfaces inondables ont été établies pour trois scénarios : fréquent (crue de temps de retour de 10 ans à 30 ans), moyen (temps de retour de 100 ans à 300 ans) et extrême (temps de retour de l'ordre de 1 000 ans, qui met en défaut tout système de protection). La commune a été reconnue en état de catastrophe naturelle au titre des dommages causés par les inondations et coulées de boue survenues en 1982, 1983, 2006, 2008, 2009 et 2018,.

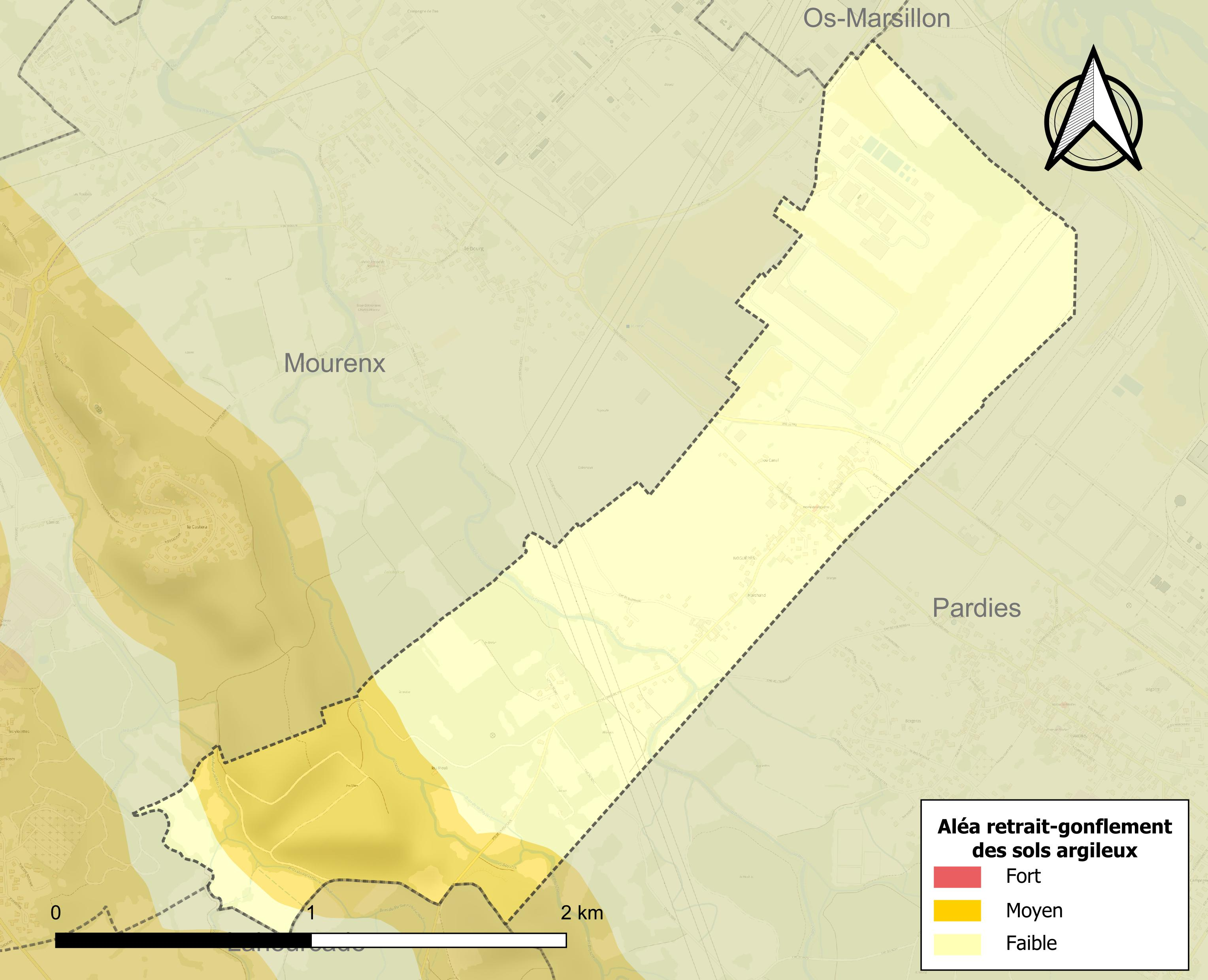
Carte des zones d'aléa retrait-gonflement des sols argileux de Noguères.

Le retrait-gonflement des sols argileux est susceptible d'engendrer des dommages importants aux bâtiments en cas d’alternance de périodes de sécheresse et de pluie. 17,8 % de la superficie communale est en aléa moyen ou fort (59 % au niveau départemental et 48,5 % au niveau national). Depuis le 1er octobre 2020, en application de la loi ELAN, différentes contraintes s'imposent aux vendeurs, maîtres d'ouvrages ou constructeurs de biens situés dans une zone classée en aléa moyen ou fort,.

#### Risque technologique
La commune est exposée au risque industriel du fait de la présence sur son territoire d'une entreprise soumise  à la directive européenne SEVESO, classée seuil haut : Arysta Lifescience (activités soumises à autorisation notamment pour l'emploi ou le stockage de liquides inflammables et de produits de toxicité aiguë, et la fabrication de produits phytosanitaires ou biocides).

## Toponymie
Le toponyme Noguères apparaît sous les formes Nogueras (XIe siècle, d'après Pierre de Marca) et Nogeriœ (1344, notaires de Pardies).
Son nom béarnais, gascon ou occitan est Noguèras, ce qui signifie "les noyeraies", soit les plantations de noyers.
Le toponyme Abadiasse, ancienne école, est mentionné en 1775 (terrier de Noguères).

## Histoire
Paul Raymond note que la commune comptait une abbaye laïque, vassale de la vicomté de Béarn.
En 1385, on y comptait 11 feux et la paroisse dépendait du bailliage de Lagor et Pardies. La seigneurie de Noguères dépendait des marquis de Gassion.
Située dans le bassin de Lacq, Noguères abrita de 1960 à 1991 l'usine Pechiney, une fonderie d'aluminium alimentée en électricité par la centrale électrique d'Artix.
C'est l'une des premières villes à bénéficier d'un phare terrestre, en l'occurrence les flammèches de l'usine de Lacq dès les années 1950.

## Politique et administration
| Période                                  | Période  | Identité        | Étiquette | Qualité |
| ---------------------------------------- | -------- | --------------- | --------- | ------- |
| 1995                                     | 2008     | Pierre Lansou   |           |         |
| 2008                                     | En cours | Jean-Luc Martin |           |         |
| Les données manquantes sont à compléter. |          |                 |           |         |

### Intercommunalité
Noguères fait partie de quatre structures intercommunales :
- la communauté de communes de Lacq-Orthez ;
- le SIVU pour l'aménagement et la gestion des cours d'eau du bassin des baises ;
- le syndicat d’énergie des Pyrénées-Atlantiques ;
- le syndicat intercommunal d’eau et d’assainissement Gave et Baïse.

## Population et société

### Démographie

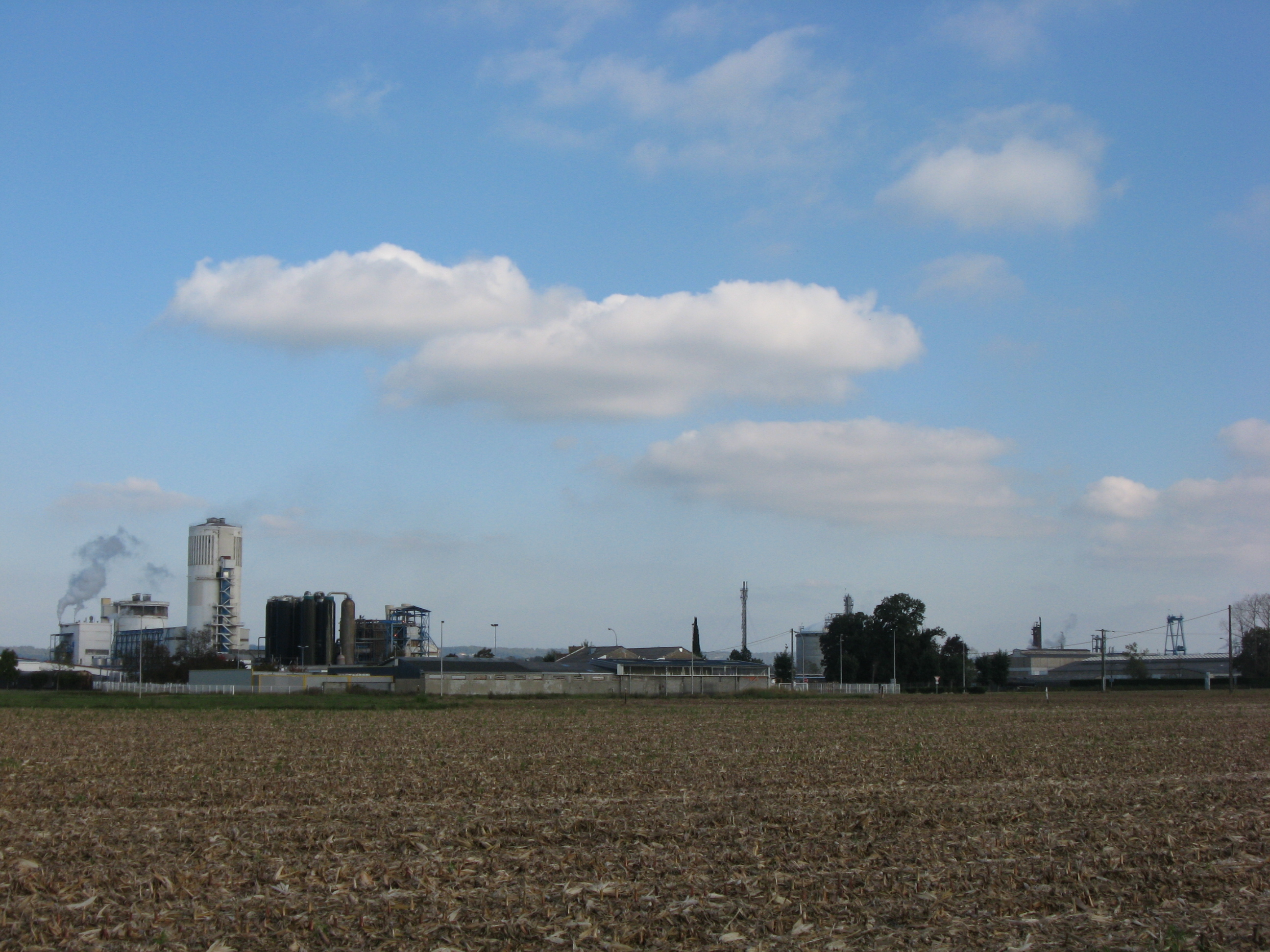
Centre industriel.

L'évolution du nombre d'habitants est connue à travers les recensements de la population effectués dans la commune depuis 1793. Pour les communes de moins de 10 000 habitants, une enquête de recensement portant sur toute la population est réalisée tous les cinq ans, les populations de référence des années intermédiaires étant quant à elles estimées par interpolation ou extrapolation. Pour la commune, le premier recensement exhaustif entrant dans le cadre du nouveau dispositif a été réalisé en 2008.

En 2022, la commune comptait 125 habitants, en évolution de −10,07 % par rapport à 2016 (Pyrénées-Atlantiques : +3,78 %, France hors Mayotte : +2,11 %).
| 1793 | 1800 | 1806 | 1821 | 1831 | 1836 | 1841 | 1846 | 1851 |
| ---- | ---- | ---- | ---- | ---- | ---- | ---- | ---- | ---- |
| 180  | 191  | 248  | 197  | 202  | 214  | 216  | 196  | 184  |

| 1856 | 1861 | 1866 | 1872 | 1876 | 1881 | 1886 | 1891 | 1896 |
| ---- | ---- | ---- | ---- | ---- | ---- | ---- | ---- | ---- |
| 174  | 181  | 184  | 182  | 176  | 155  | 146  | 134  | 126  |

| 1901 | 1906 | 1911 | 1921 | 1926 | 1931 | 1936 | 1946 | 1954 |
| ---- | ---- | ---- | ---- | ---- | ---- | ---- | ---- | ---- |
| 151  | 151  | 150  | 127  | 130  | 139  | 133  | 103  | 100  |

| 1962 | 1968 | 1975 | 1982 | 1990 | 1999 | 2006 | 2008 | 2013 |
| ---- | ---- | ---- | ---- | ---- | ---- | ---- | ---- | ---- |
| 193  | 168  | 186  | 195  | 160  | 145  | 150  | 152  | 144  |

| 2018 | 2022 | - | - | - | - | - | - | - |
| ---- | ---- | - | - | - | - | - | - | - |
| 140  | 125  | - | - | - | - | - | - | - |

## Économie
En 1960 une usine d'aluminium est créée à Noguères, qui fut fermée en 1991.
Noguères fait l'objet d'un plan de prévention des risques technologiques, lié aux activités chimiques installées sur la commune, tout comme les villes de Bésingrand, Os-Marsillon, Pardies, Mourenx et Artix.
La commune fait partie de la zone d'appellation de l'ossau-iraty.

## Culture locale et patrimoine

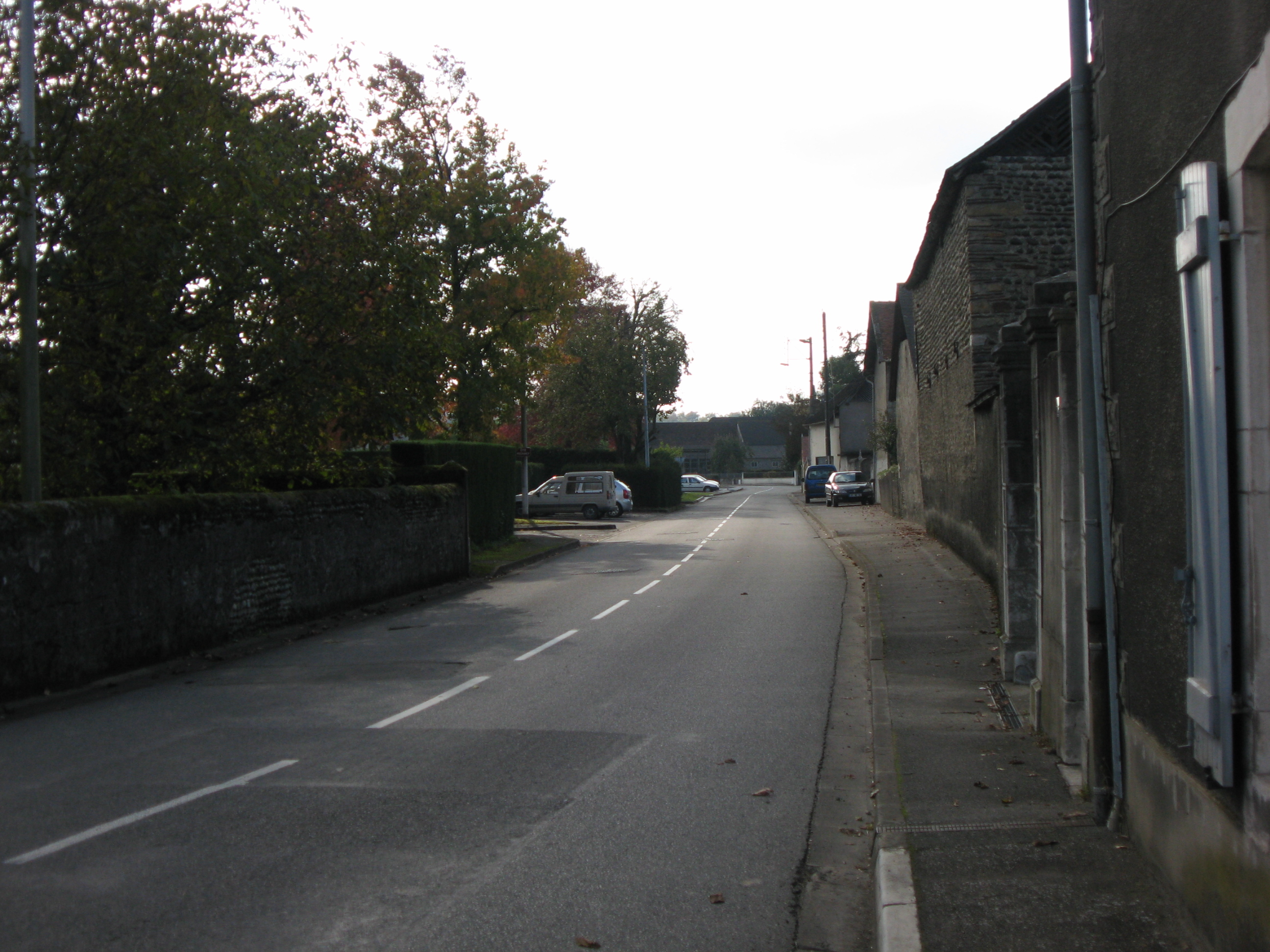
Une rue.

### Patrimoine religieux

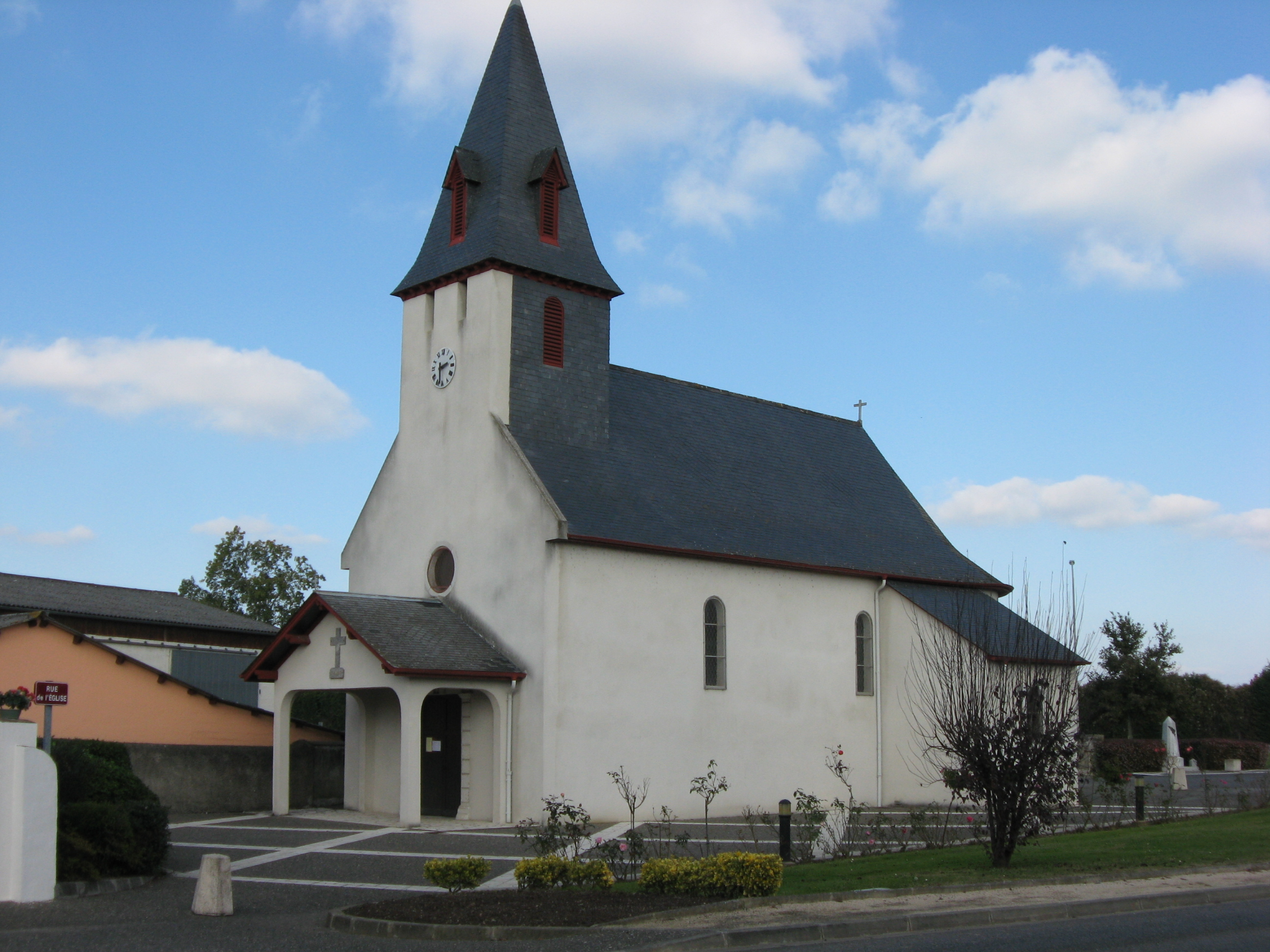
Église Saint-Laurent.

L'église Saint-Laurent date partiellement de 1712 et fut remaniée en 1898.